# Entreprise nationale des grands travaux pétroliers
 (juin 2020).
L'Entreprise nationale de grands travaux pétroliers (ENGTP) est une entreprise algérienne, spécialisée dans l'ingénierie et la construction d'installations industrielles destinées à la production, transformation, transport et distribution des hydrocarbures.
Elle est leader en Algérie en matière de construction des ouvrages et installations industriels. Elle est présente dans les principaux pôles industriels au Nord du pays et au niveau de l’ensemble des champs pétroliers et gazier au Sud.

## Histoire
En Algérie et avant son indépendance, l'activité pétrolière demeurait l’apanage des seules compagnies françaises et de quelques rares autres pays étrangers. Elle échappait ainsi totalement aux pays du tiers-monde et en particulier, étrange paradoxe, à ceux qui disposaient de gisements de pétrole sur leur propre territoire.
La filiale ALTRA fut créée le 15 novembre 1967 par association entre Sonatrach et UIE, société française spécialisée dans la construction d’installations pétrolières de surface qui avait développé une certaine activité en Algérie dans ce domaine. En 1972, c'est-à-dire au lendemain des nationalisations de 1971, Sonatrach racheta les parts de UIE, acquérant ainsi la totalité du capital et augmentant celui-ci du même coup de manière considérable. Cette décision exprimait, d’une part, le souci de l'Algérie de contrôler totalement un secteur d'activité considéré à juste raison comme essentiel, et d’autre part, sa volonté de promouvoir ce secteur et de le développer grâce à la mobilisation de moyens financiers accrus. Par ailleurs, elle signifiait non seulement que l’entreprise avait mené un travail positif mais aussi qu’elle était apte à réaliser davantage encore. Autrement dit, son expérience et son savoir-faire justifiaient une confiance méritée pour l’avenir. Celle-ci fut illustrée par deux aspects : les réalisations physiques et la valorisation du potentiel humain, au travers de pratiques managériales innovantes. 
D'emblée, la filiale ALTRA attacha un intérêt tout particulier à la formation des hommes, notamment à partir de 1974 lorsque son capital social fut totalement algérianisé. Elle accorda la priorité à la formation de ses ingénieurs et conducteurs de travaux, afin de répondre à l'impératif d’algérianisation des effectifs. C’est ainsi que le personnel étranger fut, dès le départ placé sous l'autorité de managers algériens sortis d'instituts nationaux tels que l'IAP, Institut algérien des pétroles et passa de 200 à 66 personnes en 1975. 
De plus, ALTRA engagea très tôt une formation à tous les niveaux : Formation de 13 ingénieurs dont 11 aux États-Unis et 2 en Allemagne de l'Est. En 1975, elle entreprit de former 55 ingénieurs dont 43 en Grande-Bretagne et 12 aux États-Unis. En outre, elle créa le centre de formation de Réghaïa d’une capacité de 500 stagiaires par an répartis en conducteurs de travaux, chefs de chantiers, chefs d’équipes, soudeurs, tuyauteurs, radiologues, mécaniciens auto et industriels, instrumentistes dessinateurs et autres spécialités.  Par ailleurs, elle créa l’école de soudure d’Arzew, un établissement unique en Afrique capable de former 800 ouvriers par an hautement qualifiés dans la soudure des pipelines, des alliages à base d’acier et des alliages légers, au plasma, à l’arc submergé et autres spécialités. À cela s’ajoutèrent des actions de perfectionnement dans des instituts étrangers tels que l'IESTO, l'IFP, le CESI et l'INPED.
Dans le domaine de l'ingénierie, généralement réservée aux pays avancés, la filiale ALTRA ne fut pas de reste. En effet, jusqu'à 1972, cette activité était limitée à quelques études détaillées d’exécution relatives à des modifications minimes requises par le client. À partir de cette date, ALTRA décida que le moment était venu de se hisser au rang d’entreprise générale capable de réaliser tous les corps d’état inclus dans un grand ouvrage industriel. Mais il lui fallut au départ et faute de moyens propres confier la totalité des études d’ingénierie à des bureaux d’études étrangers. Voyant que ceux-ci faisaient fi, la plupart du temps, des produits disponibles sur le marché national, ALTRA comprit l’impérieuse nécessité d'engager une action de formation en vue de la mise en place d’un bureau d’études composé essentiellement de dessinateurs-projeteurs répartis dans une première phase dans les domaines du génie civil, de la tuyauterie industrielle, de la charpente métallique et de l’électricité, c’est-à-dire ceux déjà développés dans le secteur national de l’industrie, auxquels fut ajoutée l’instrumentation dès que des appareils de mesure et de contrôle commencèrent à voir le jour sur le marché national. Au cours de l'année 1973, ALTRA put de la sorte, étudier et réaliser, par ses propres moyens, cinq centres enfûteurs de GPL, ainsi que des études détaillées d’exécution de centres production d’hydrocarbures. Cette expérience fut réussie au point qu’ALTRA devint l’entreprise de référence pour l’étude et la réalisation des centres enfûteurs à travers tout le territoire.  En outre, elle se vit confier en 1975, par Sonatrach, l’étude et la réalisation des terminaux départ et arrivée de l’oléoduc reliant le champ de production d'El Borma au centre de stockage de Mesdar. 
Un autre domaine fut développé de façon prioritaire : celui du contrôle des coûts, une activité intellectuelle relevant des services fonctionnels. Au cours de ses premières années d’existence, cette filiale se vit confier certains travaux de gré à gré qui n’intéressaient aucune entreprise étrangère en raison de leur taille trop modeste mais jouant un rôle éminemment stratégique. Pour ces projets, ALTRA dut se plier à des négociations avec Sonatrach fondées sur le marchandage, une méthode héritée de UIE, que la plupart des managers d’ALTRA réprouvèrent. C’est ainsi qu’il fut décidé de développer l’activité de contrôle des coûts permettant de négocier les contrats selon la méthode dite à livre ouvert, mais celle-ci exigeait que toutes les composantes du prix fussent clairement indiquées, notamment les coûts directs, les coûts indirects et le bénéfice. Aussi, cette initiative ne plut guère au client, car elle l’obligeait à développer le contrôle des coûts, au sein de ses propres services. En fait, le client était habitué à marchander les prix, ou à se contenter de choisir les moins-disant – et non les mieux-disant -, en se contentant de comparer les prix globaux. Mais le client finit, plus ou moins,  par s’y habituer ou plutôt à faire confiance à sa filiale, qui démontrait, par la pratique, plus de sérieux et de compétence que bien d’autres entreprises étrangères. C’est ainsi que les négociations devinrent moins houleuses et plus productives.
Par ailleurs, la filiale ALTRA eut tôt fait de découvrir que la pratique du contrôle des coûts constituait le moyen le plus efficace pour maîtriser les activités de planification et de contrôle, et obtenir des résultats, en termes de marge, une condition indispensable à sa croissance, mais aussi à la satisfaction du client, qui aurait été indispensable à sa survie, si le système d’économie de marché concurrentielle avait déjà, été mis en place à cette époque.

## Dates clés
- 1972 : ALTRA devient filiale de Sonatrach à 100 %
- 1980 : création de GTP qui hérite du patrimoine d’ALTRA
- 1989 : statut EPE/SPA pour GTP
- 2004 : Sonatrach détient 51 % du capital de GTP et Holding Public TRAVEN détient 49 %
- 2005 : ENGTP devient filiale du GroupeSonatrach Holding SPP à 100 %[2]